# Монте (Бреша)
Монте је насеље у Италији у округу Бреша, региону Ломбардија.
Према процени из 2011. у насељу је живело 223 становника. Насеље се налази на надморској висини од 883 м.